# Haus Bellevue

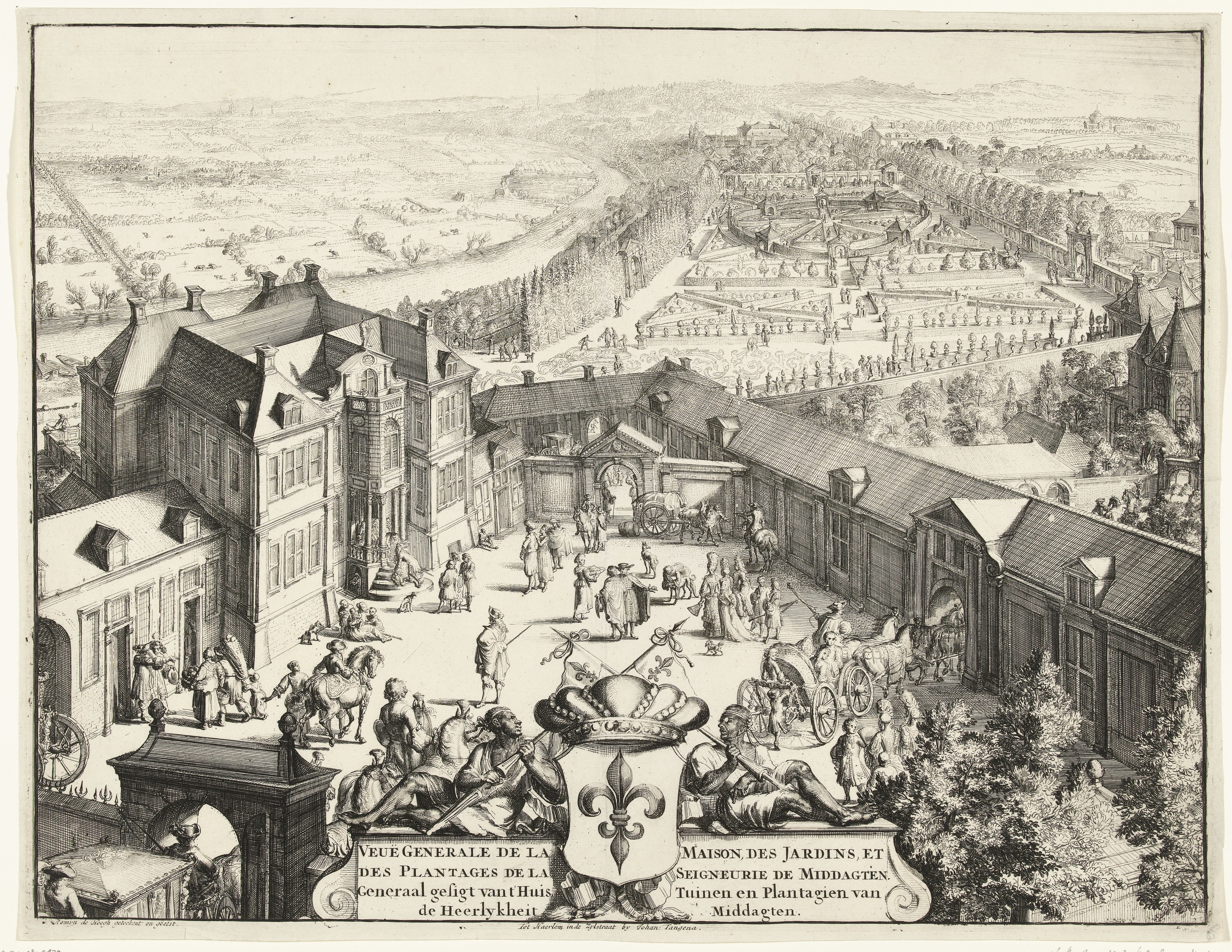
Prinzenhof Kleve mit am Horizont Haus Bellevue

Haus Bellevue war ein Landgut in Kleve. Das Haus stammte in seinen Grundzügen aus den Jahren 1690–1705 und lag an der Nassauer Allee, einer wichtigen Haupteinfallstraße, und den Höhen über dem Kermisdahl, einem Altarm des Rheins. Im Februar 1945, zum Ende des Zweiten Weltkrieges, wurde das Haus zerstört.

## Lage
Am Ende des vom Prinzenhof angehenden Lustgarten, welche vom Klever Statthalter, dem Johann Moritz von Nassau (Statthalter von 1647 bis 1679) erweitert wurde, erbaute 1685 die Klever Ratsfamilie Schriever ein repräsentatives Wohnhaus im Stil des niederländischen Klassizismus auf einem großzügigen und repräsentativ gelegenes Grundstück mit einem südlich ausgerichteten Garten. 1708 erwarb der Kurbrandenburgische Staatsminister Johann Conrad von Strünckede (1670–1742) das Anwesen als Schenkung seines Schwiegervaters Albrecht Georg von Hüchtenbruck. Er benannte dieses Haus Dorneburg, genannt nach einem seiner Familie gehörenden Rittersitz in Eickel. Nach seinem Tode wurde der Besitz in Conradsburg bzw. das v. Strünckede’sche Haus umbenannt und 1752 von der Witwe an den General-Major von Quadt geschenkt. Dieser wiederum verkaufte das Anwesen umgehend weiter.
Neben dem festen Haus innerhalb eines großen Gartens befanden sich diverse Nebengebäude. Da man von hier aus einen wunderschönen Blick über die Stadt und die Niederung hatte, wurde sehr bald nach dem Erwerb des Besitzes (vor Oktober 1752) durch den Freiherren von Spaen das Haus auf den Namen Bellevue umgetauft.
König Friedrich II. von Preußen reiste zweimal während seiner Regierungszeit nach Kleve und wählte jeweils Haus Bellevue zu seinem Wohnsitz. 1763 traf er sich hier mit Voltaire.
Am 7. August 1765 wurde durch einen starken Regen das Grundstück so sehr in Mitleidenschaft gezogen, dass der ganze Hang abrutschte, was das Flussbett des Kermisdahl um die Hälfte verringerte. Nur durch große Anstrengungen konnte das Gebäude vor dem Untergang gerettet werden. Die bis dato am Hause vorbeilaufenden öffentlichen Wege von Kleve zum Flack (=Fläche, kurz vor dem Aussichtspunkt Kiek in de Pott gelegen) und hinunter zum Kermisdahl wurden vernichtet. Die Gelände der beiden Straßen wurden daraufhin dem Besitz als Entschädigung für die abgegangenen Bereiche zugesprochen.
1791 schrieb die damalige Prinzessin Luise von Mecklenburg-Strelitz:

„Als das Diner beendet war, schöpften wir frische Luft unter einer hübschen Linde, und bald danach machten wir uns mit unseren Freunden auf den Weg zu ihrem Landhaus, das sich, wie ich hier schon gesagt habe, Bellevue nennt, aber es hat wohl noch nie ein Landhaus einen derartigen Namen erhalten, der wahrer und der Lage gemäßer gewesen wäre.
 Die Aussicht ist voller Schönheit. Als wir dort ankamen, war ich überrascht von der Eleganz, mit der die Zimmer der Frau van Spaen möbliert waren; das alles in einem ganz neuen Geschmack und äußerst heiter. Wir blieben nur einige Augenblicke in den Salons, um dort den Tee zu nehmen; danach gingen wir in den Garten, wo wir Aussichten hatten, göttliche, wahrhaft göttliche. Wir erstiegen Berge, und schließlich gelangten wir in ein Wäldchen, das auch jenen Herrschaften gehörte, und da gab es herrliche frische Luft....“

Im 19. Jahrhundert wechselten öfters die Besitzer. Vor 1846 wurden zwei Grundstücke nach Norden hin erworben, um den Garten auch hier zu vergrößern.
1887 erwarb die Industriellenfamilie Hiby das nun Villa Bellevue genannte Anwesen, kaufte weitere Grundstücke dazu und betrieb dort u. a. eine Gärtnerei mit 25 Gewächshäusern für den eigenen Bedarf. weitere Ankäufe scheiterten allerdings.
In den Kriegswirren zum Ende des Zweiten Weltkrieges wurde am 7. Februar 1945 das Haus und der Garten zerstört. An seiner Stelle wurden unter anderem Teile der Kreisverwaltung Kleve errichtet.

## Bewohner
Hans Hiby (* 5. Juli 1913; † 26. Juni 2000), ein deutscher Industrieller, Hobby-Geologe und Entdecker einer Muschelkrebs-Art, wurde im Haus Bellevue geboren. Hier baute er die geologische Sammlung der Familie Hiby-Werth auf, welche heute als Geologische Sammlung in der Schwanenburg zu Kleve ausgestellt ist.